# لقلق صوفي العنق
لقلق صوفي العنق (Ciconia episcopus) هو طائر من الطيور الخواضة التي تنتمي إلى عائلة اللقلق. وهو واسع الانتشار في المناطق الاستوائية التي يولد فيها بأفريقيا، وكذلك في آسيا من الهند إلى اندونيسيا. وهو يقيم في الأراضي الرطبة على الأشجار. ويتم بناء العش بعصي كبيرة في الأشجار الحرجية، ويضع ما بين 2-5 من البيض. وهذا اللقلق عادة صامت، ولكنه يتمادى في الخشونة المتبادلة عند التزواج وعلى حق العش.ويطير هذا اللقلق مثل كل اللقالق ورأسها ممدودة إلى الأمام .
- اللقلق صوفي العنق كبير الحجم فيصل طوله أحيانا إلى 85 سم ويشه عبارة عن خليط بين الأسود والقرمزي الباهت في كل من الأجنحة والصدر والبطن بينما الذيل والعنق أبيض اللون وجلد ما بين العينين رمادي اللون وله منقار أصفر باهت عليه بقعة زهرية في نهاية المنقار.
- ويمشي هذا اللقلق على الأرض بثبات وترصد أثناء الاصطياد، ولا تختلف عن باقي نظيرتها من اللقالق بقائمة المأكولات التي تتركز على الحشرات والبرمائيات.
- اللقلق الصوفي العنق هو من الطيور المسجلة في الاتفاق بشأن حفظ الطيور المائية المهاجرة الأفريقية-الأوروبية-الآسيوية .

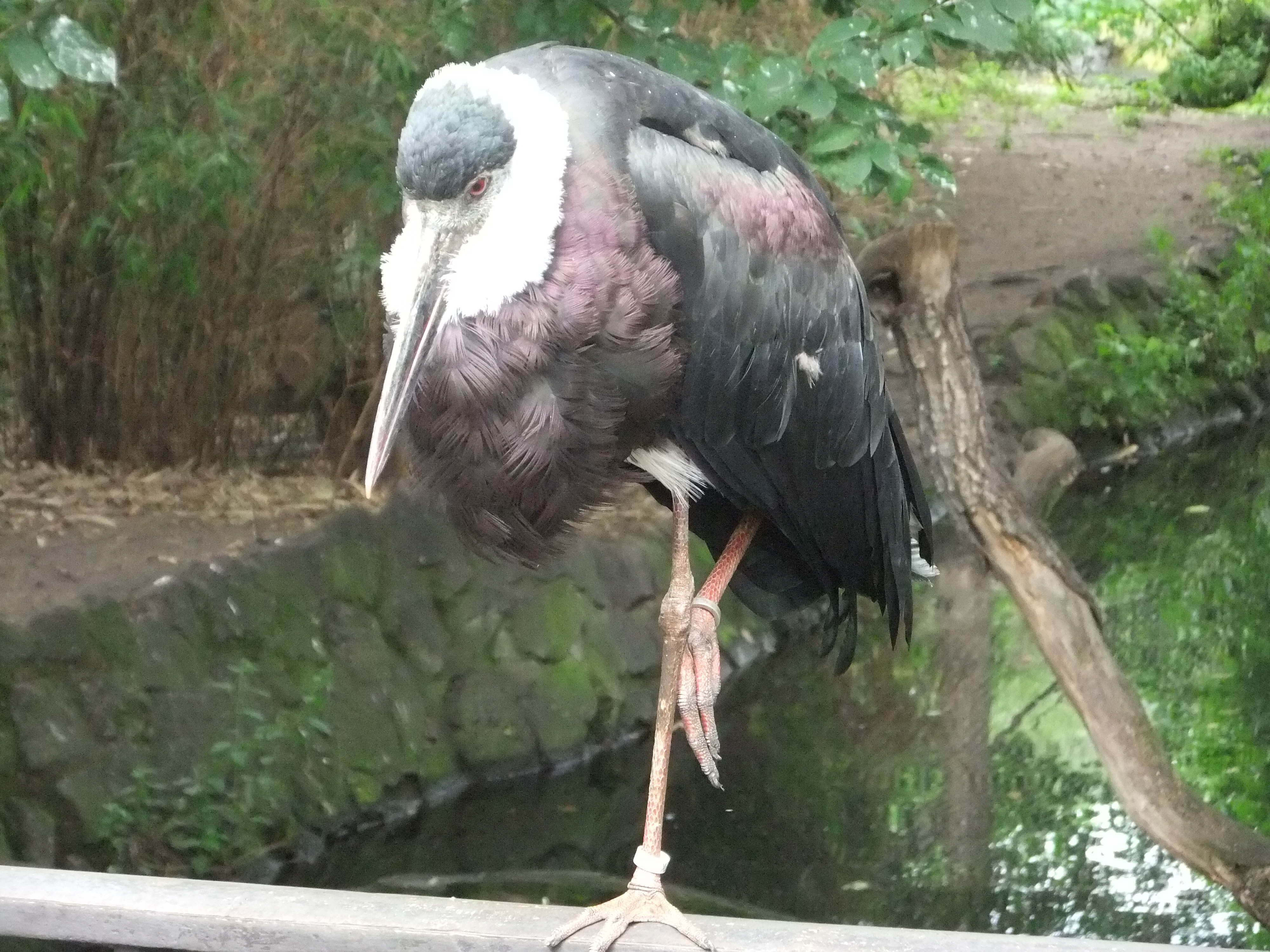
لقلق صوفي العنق في حديقة حيوان برلين